# Paulita alpina
Paulita alpina är en flockblommig växtart som först beskrevs av Boris Konstantinovich Schischkin, och fick sitt nu gällande namn av Jiří Soják. Paulita alpina ingår i släktet Paulita och familjen flockblommiga växter. Inga underarter finns listade i Catalogue of Life.